# Osterlands voetbalkampioenschap 1923/24
In 1923/24 werd het eerste Osterlands voetbalkampioenschap gespeeld, dat georganiseerd werd door de Midden-Duitse voetbalbond. Wacker Gera werd kampioen en plaatste zich voor de Midden-Duitse eindronde. De club verloor meteen van 1. Jenaer SV 03.

## Gauliga
| Plaats | Club                   | Wed. | W | G | V | Saldo | Ptn. |
| ------ | ---------------------- | ---- | - | - | - | ----- | ---- |
| 1.     | FC Wacker 1910 Gera    | 8    | 6 | 1 | 1 | 14:12 | 13:3 |
| 2.     | VfB Pößneck            | 8    | 5 | 0 | 3 | 28:12 | 10:6 |
| 3.     | SpVgg 04 Gera          | 8    | 4 | 0 | 4 | 22:11 | 8:8  |
| 4.     | FC Concordia 1910 Gera | 8    | 2 | 2 | 4 | 8:18  | 6:10 |
| 5.     | SpVgg Helios Eisenberg | 8    | 1 | 1 | 6 | 7:26  | 3:13 |

|  | Kampioen, geplaatst voor Midden-Duitse eindronde |
|  | Degradatie                                       |